# Persecución a los cristianos en Pakistán
La persecución a los cristianos en Pakistán se ha registrado desde la independencia del país en 1947. La persecución ha adoptado muchas formas, incluidas violencia, discriminación y leyes sobre blasfemia.
La persecución de los cristianos en Pakistán es el resultado de una serie de factores, incluido el extremismo religioso, la violencia sectaria y las leyes sobre blasfemia del país. El extremismo religioso está aumentando en Pakistán y las iglesias y escuelas cristianas han sido blanco de ataques. Las leyes sobre blasfemia del país, que se utilizan para perseguir a las minorías religiosas, también se han utilizado contra los cristianos.
El gobierno paquistaní ha sido criticado por no proteger a los cristianos de la persecución y ha sido acusado de hacer la vista gorda ante la persecución de los cristianos, e incluso de apoyarla al no procesar a quienes persiguen a los cristianos.

## Historia
Después del fin del Raj británico y la independencia de Pakistán en 1947, muchos sijs fueron obligados a migrar a una India independiente. Muchos cristianos trabajaban con terratenientes sikh, por lo que tras la limpieza étnica de los sijs del Punjab occidental, el gobierno de Pakistán se apropió de todas las propiedades de los sikh y fueron transferidas a los inmigrantes musulmanes que llegaron de la India. Esto provocó que más de 300.000 cristianos en la recién creada Pakistán se quedaran sin hogar. Los musulmanes también amenazaron a los cristianos diciéndoles que Pakistán era un territorio sólo para musulmanes y que si los cristianos querían quedarse allí, tenían que vivir una vida de servidumbre y sólo se les permitiría realizar trabajos de saneamiento. Los cristianos que se negaron a recoger la basura fueron asesinados por negarse a ello. En 1951, unos setenta y dos musulmanes fueron acusados del asesinato de once cristianos después de que estallaron disturbios comunales por tierras agrícolas.